# Windermere (miasto w Wielkiej Brytanii)
Windermere – miasto i civil parish w Anglii, w Kumbrii, w dystrykcie (unitary authority) Westmorland and Furness. Leży 58 km na południe od miasta Carlisle i 369 km na północny zachód od Londynu. W 2011 roku civil parish liczyła 8359 mieszkańców.